# Adenopterus confixus
Adenopterus confixus är en insektsart som beskrevs av Otte, D. 1987. Adenopterus confixus ingår i släktet Adenopterus och familjen syrsor. Inga underarter finns listade i Catalogue of Life.